# 爱 (法语电影)
《爱》（法語：Amour）是2012年由迈克尔·哈内克编剧兼执导的法语爱情电影，本片由法国、德国与奥地利联合出品，由伊莎貝·雨蓓、尚-路易·坦帝尼昂与埃瑪妞·麗娃主演。影片获得第65届戛纳电影节金棕榈奖，是迈克尔·哈内克继2009年《白色緞带》后斩获的第二座金棕榈奖，此外还获得了德班国际电影节最佳电影、奥斯卡最佳外语片、金球奖最佳外语片、英国电影学院奖最佳外语片、欧洲电影奖最佳影片等多项大奖。

## 剧情
安娜与乔治是一对退休后的音乐教师夫妻，有一个女儿居住于国外。有一天安娜中风，手术失败后右半身陷入瘫痪。坐着轮椅回到家中的安娜，表面上仍然平静地接受这一现实。但是身体行动不便带来的不适应，让安娜觉得自己的尊严似乎在所爱的人面前受到损害，她感到不安。乔治细心地照顾她，希望像其他老夫妻一样相互陪伴着生活下去。
随着安娜病情的恶化，两人的关系也经历着一场残酷的考验。安娜承受着身体的折磨，并对变得如此丑陋的生命感到深深的耻辱。理解安娜痛苦的乔治也默默忍受着生命消逝的绝望。

## 角色
- 尚-路易·坦帝尼昂 饰演 乔治
- 埃瑪妞·麗娃 饰演 安娜
- 伊莎貝·雨蓓 饰演 伊娃
- 亞歷山大·薩洛 饰演 亞歷山大·薩洛
- 威廉·施密尔 饰演 杰夫
- 雷蒙·阿基雷 饰演 门房的丈夫
- 丽塔·布兰科 饰演 门房
- 卡罗尔·弗兰克与卓卡洛娃 饰演 护士
- 洛朗·卡佩卢托与让 - 米歇尔·莫诺克 饰演 警官
- 苏珊娜·施密特 饰演 邻居
- 达密安·朱勒特和瓦利德·阿富汗 饰演 医护人员

## 制作
影片总投资729万欧元，出品公司包括法国的 Les Films du Losange, 德国的 X-Filme Creative Pool 和奥地利的 Wega Film。并且得到 France 3 与 Île-de-France region 404,000欧元，以及德国 Medienboard Berlin-Brandenburg 和法国国家电影摄影中心的支持。
拍摄日期为2011年2月7日至同年4月1日。

## 发行
Artificial Eye已经获得英国的发行权。

## 評價
被《时代周刊》列为年度十佳电影第一名。明報的石琪給予3顆星（最高5顆）：「此片絕非『賞心悅目』，亦非煽情催淚，而是詳述老夫照顧老妻的生活細節，相當苦悶。我不怕悶，可是受不住那些真實慘景，老實說不大喜歡米高漢尼克作品經常報憂不報喜，愛拍人生慘痛一面」。2022年，《IndieWire》列出40部最佳悲傷電影名冊裡，本片榜上有名。

## 奖项
- 美国国家评论协会奖- 最佳外語片[10]
- 第46届堪萨斯城影评人协会奖最佳外语片[11]
- 第17届拉斯维加斯影评人协会奖最佳外语片[12]
- 第18届美国广播影评人协会奖最佳外语片

第70届金球奖
- 最佳外语片

第85届奥斯卡金像奖
- 最佳外语片
- 最佳影片提名
- 最佳导演提名
- 最佳原创剧本提名
- 最佳女主角提名

第25届欧洲电影奖
- 最佳欧洲电影
- 最佳导演
- 最佳剧本提名
- 最佳男主角
- 最佳女主角
- 最佳摄影提名

2013年法国卢米埃奖
- 最佳影片
- 最佳男主角
- 最佳女主角

第33届伦敦影评人协会奖
- 最佳影片
- 最佳女主角
- 最佳编剧

第66届英国电影学院奖
- 最佳非英语电影
- 最佳导演提名
- 最佳原创剧本提名
- 最佳女主角：埃玛妞·丽娃

第38届凯撒奖
- 最佳影片
- 最佳导演
- 最佳男演员
- 最佳女演员
- 最佳原创剧本